# 古阿三蝶
古阿 三蝶（こあ みちょう、生没年不詳）は、江戸時代中期の浮世絵師、戯作者。

## 来歴
師系不詳。画号は江戸小網町に住んだことに因んでいる。筆名は飛田琴太。天明（1781年 - 1789年）の頃に活躍、鳥居清長風の美人画を描き、また黄表紙などを自画自作した。黄表紙は、天明4年（1784年）刊行の『大倭智恵親玉』3冊、天明6年（1786年）刊行の『昔々相老松』3巻など15作品ほどを描いている。